# Емельяновский сельсовет (Оренбургская область)
Емельяновский сельсовет — сельское поселение в Матвеевском районе Оренбургской области Российской Федерации.
Административный центр — село Емельяновка.

## История
9 марта 2005 года в соответствии с законом Оренбургской области № 1904/312-III-ОЗ образовано сельское поселение Емельяновский сельсовет, установлены границы муниципального образования.

## Население
| 2010 | 2012 | 2013 | 2014 | 2015 | 2016 | 2017 |
| ---- | ---- | ---- | ---- | ---- | ---- | ---- |
| 645  | ↘612 | →612 | ↘587 | ↘575 | ↘561 | ↘559 |
| 2018 | 2019 | 2020 | 2021 |      |      |      |
| ↗565 | ↘530 | ↘521 | ↘493 |      |      |      |

## Состав сельского поселения
| № | Населённый пункт        | Тип населённого пункта       | Население |
| - | ----------------------- | ---------------------------- | --------- |
| 1 | Верхненовокутлумбетьево | село                         | 257       |
| 2 | Емельяновка             | село, административный центр | 388       |

### Упразднённые населённые пункты
- Покровка